# Homotrematidae
Famille
Les Homotrematidae sont une famille de foraminifères carbonatés de l'ordre des Rotaliida. 

## Systématique
La famille des Homotrematidae a été créée en 1927 par le paléontologue et zoologiste américain Joseph Augustine Cushman (d) (1881-1949).

## Liste des genres
Selon le World Register of Marine Species (11 septembre 2023) :
- Homotrema Hickson, 1911
- Miniacina Galloway, 1933
- Sporadotrema Hickson, 1911

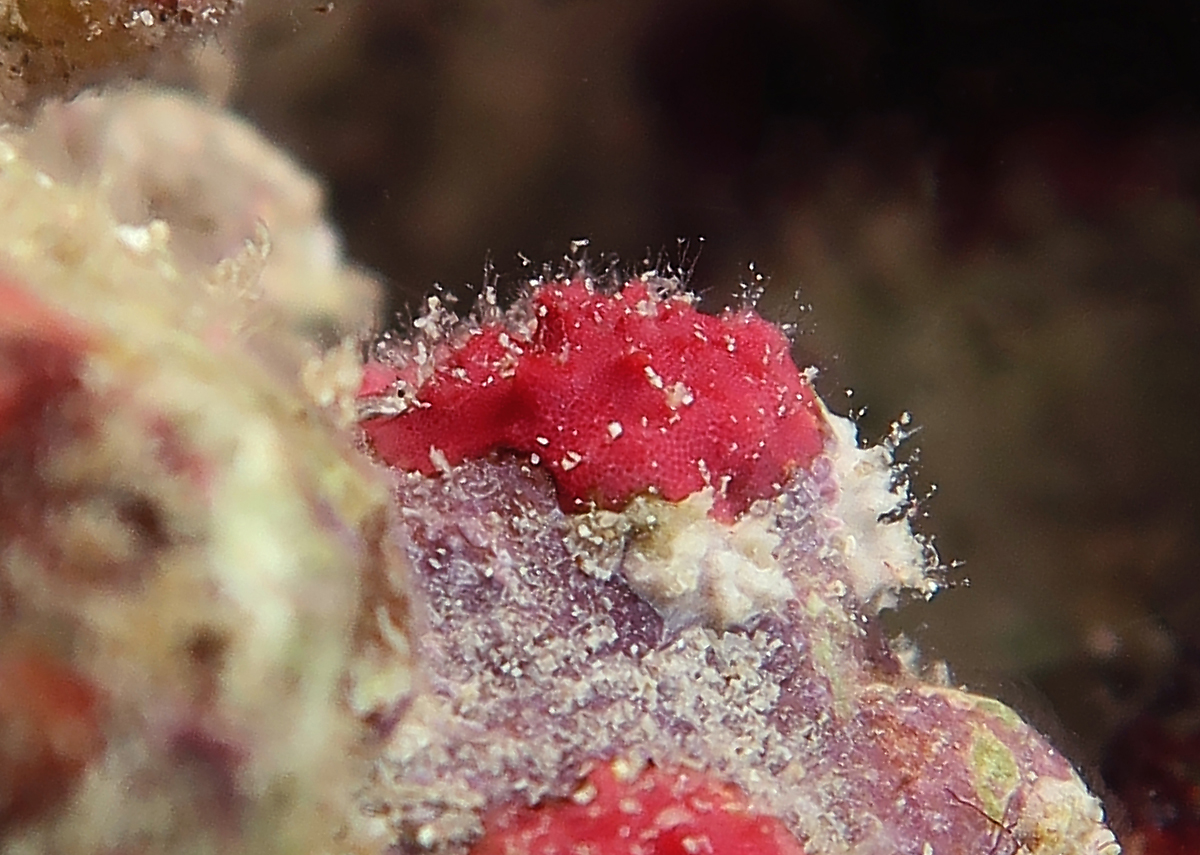
Homotrema rubrum.
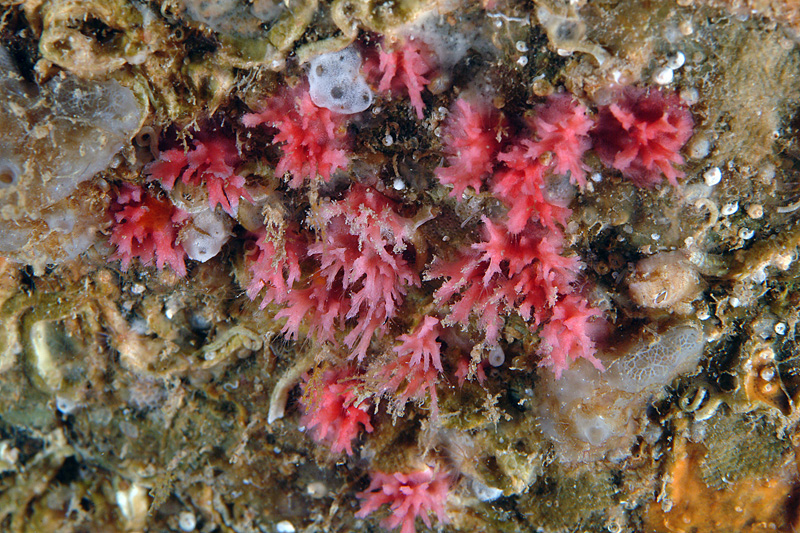
Miniacina miniacea.
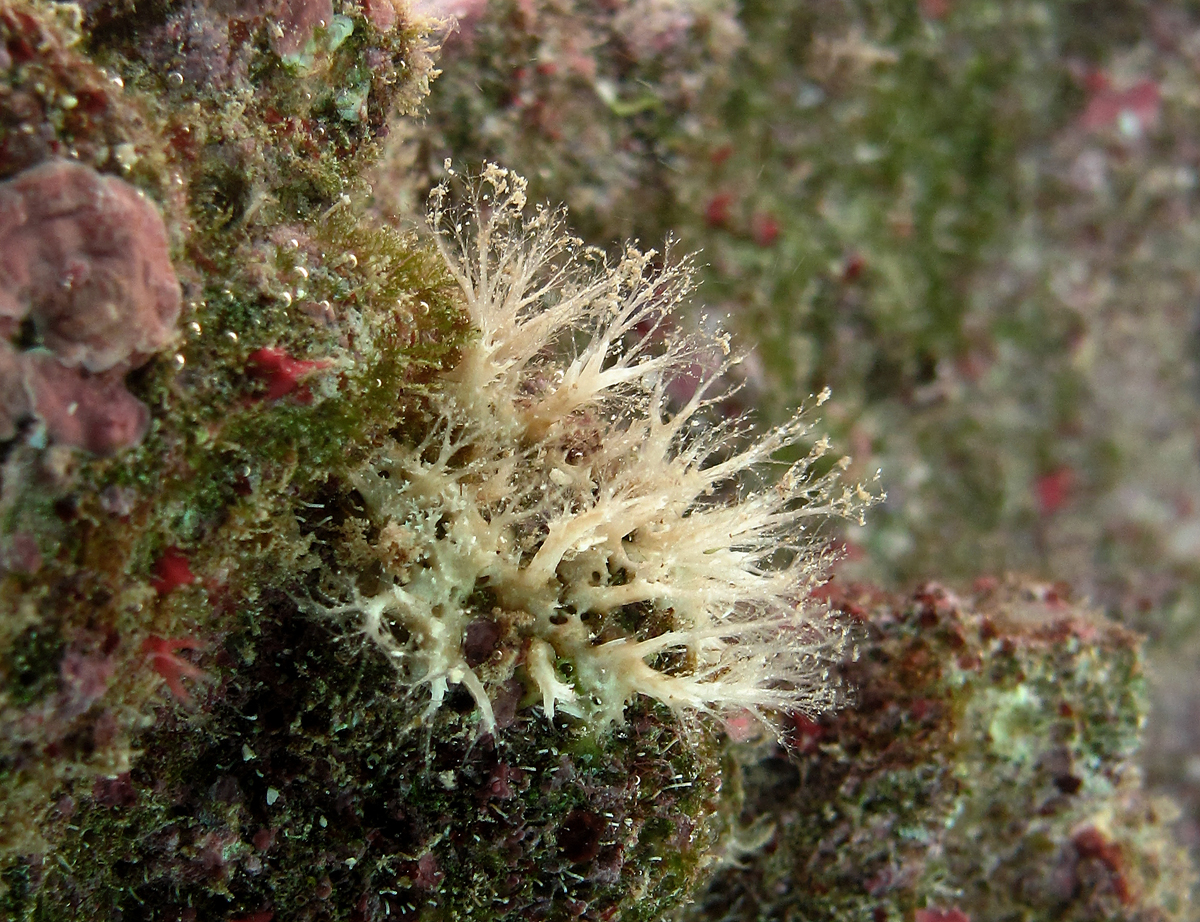
Un Miniacina ou Homotrema blanchi à la Réunion.